# Supushpa
- Commons
- Wikispecies

Supushpa Suryan., segundo o Sistema APG II, é um género botânico pertencente à família Acanthaceae.

## Espécies
As principais espécies são:
- Supushpa khoshooana
- Supushpa scrobiculata